# Vincent Cespedes
Pour les articles homonymes, voir Céspedes.
Vincent Cespedes, né le 14 septembre 1973 à Aubervilliers (Seine-Saint-Denis), est un philosophe, essayiste, compositeur et plasticien français.

## Biographie

### Famille et formation
Fils d'une mère d'origine hongroise et d'un père d'origine espagnole né en Algérie

### Présence médiatique
En 2015-2016, il est l'un des chroniqueurs récurrents du talk-show Le Folin Hebdô (France Ô), présenté par Sébastien Folin.
Entre 2010 et 2017, il est chroniqueur occasionnel dans l'émission On refait le monde de RTL et dans l'émission Un jour, une question de France Info.
Le 19 septembre 2017, il lance sur sa page Facebook une idée clairement estampillée « fake news »[pas clair], qui déclenche le « Tintin Gate » : l'idée que Tintin a toujours été perçu comme une fille pour son créateur, Hergé. Cespedes indique sa conviction que les médias « sérieux » ont désormais besoin de fake news attractifs pour prospérer sur le Net.
Depuis 2018, il est régulièrement interviewé sur le théâtre dans Théâtral Magazine, et interviewe aussi des figures de l'art dramatique comme Fabrice Luchini, Agnès Jaoui, Francis Veber et d'autres.
Durant le confinement de 2020 en France, il fait 109 « Philocovid » pour philosopher en direct sur la pandémie, soit deux lives par jour en moyenne. Il lance à cette occasion « Philokidz », un rendez-vous hebdomadaire pour philosopher en live avec des jeunes enfants ; une initiative qu'il prolonge après le confinement.
Durant l'été 2023, il participe à l'émission d'M6 Les Traîtres, avec 17 autres célébrités.
Le 6 mai 2025, il rejoint Les Grosses Têtes de Laurent Ruquier sur RTL.

### Prises de position
En 2011, il est signataire de l'« Appel des 44 » pour la création d’un observatoire des suicides.
En août 2018, il interpelle le grand public ainsi que les élus sur la question migratoire à travers un rap, « Bouger Vers La Zik ».

## Thèmes
Vincent Cespedes est l'auteur d'essais portant sur des thèmes variés. Il a publié un roman, Maraboutés, en 2004, et trois pièces en 2020, Rebellion Extension. Théâtre I. Entre 2008 et 2012, il fonde et dirige la collection « Philosopher » aux éditions Larousse.
En 2017, il crée le concept de « cybermodernité », auquel il consacre son livre Le Monde est flou. L'avenir des intelligences (Plon, 2021). Le think tank de prospective Futuribles en fait la recension : « Une vision sans concessions des potentialités de l’intelligence artificielle dite forte, en situation de développer conscience, sensibilité et volonté autonome. (…) Rédigé comme un conte philosophique, il nous oblige à penser l’humanité du futur comme le futur de la pensée de l’humanité. »

## Publications

### Roman
- 2004 : Maraboutés, Fayard

### Essais
- 2001 : I Loft You, le premier livre en français sur la « téléréalité », Mille et Une Nuits
- 2002 : La Cerise sur le béton. Violences urbaines et libéralisme sauvage, Flammarion, rééd. 2005
- 2002 : Sinistrose. Pour une renaissance du politique, Flammarion ; à propos du 21 avril 2002
- 2003 : Je t'aime. Une autre politique de l'amour, Flammarion[19]
- 2006 : Mélangeons-nous. Enquête sur l'alchimie humaine, Maren Sell[20] (rééd. Matkaline, 2018)
- 2007 : Mot pour mot. Kel ortograf pr 2m1 ?, Flammarion, dialogue romancé sur l'orthographe française
- 2008 : Mai 68, La philosophie est dans la rue !, éditions Larousse, coll. « Philosopher »[21]
- 2010 : Magique étude du Bonheur, éditions Larousse, coll. « Philosopher »
- 2010 : L'Homme expliqué aux femmes, Flammarion, rééd. J'ai Lu, 2012
- 2013 : L'Ambition ou l'épopée de soi, Flammarion
- 2015 : Oser la jeunesse, Flammarion
- 2018 : Vivre au printemps. Philosophie du clash et clash de la philosophie, Matkaline (réédition de Mai 68, la philosophie est dans la rue !)
- 2019 : Télos & Mélos. Vingt dialogues sur le mystère d'aimer, Matkaline
- 2021 : Le Monde est flou. L'avenir des intelligences, Plon
- 2021 : Les 50 plus grandes théories des philosophes français, coll. « 3 minutes pour comprendre », Le Courrier du Livre
- 2025 : La Société de la trahison. Comment faire confiance dans un monde où les traîtres sont rois, Albin Michel

### Théâtre
- 2020 : Rebellion Extinction. Théâtre I (suivi de Leçon d'été et de Superhabitable), Matkaline[22]

### Autres publications
- 1999 : Concours de professeur des écoles. Dossiers d'entretien, Vuibert, rééd. 2000
- 2006 : Contre-Dico philosophique, Milan
- 2008 : Tous philosophes ! 40 invitations à philosopher, Albin Michel
- 2008 : La télé nous rend fous ! (collectif), Flammarion
- 2009 : « La ville dans l’homme ». Matériaux pour une théorie de l’habité, Oran, Algérie[23]
- 2009 : J'aime, donc je suis. À la découverte de votre philosophie amoureuse, Larousse – un cahier de vacances philosophique sur l'amour
- 2010 : Dictionnaire de la mort (collectif), coll. « In Extenso », Larousse
- 2012 : Plages philo à l'usage de tous (collectif), coll. « Des sportifs et des hommes », Tallandier
- 2014 : Vents contraires, « Aujourd'hui tous les élèves doivent être des philosophes », entretien avec l'auteur[24]
- 2016 : Les mots (et les actes) pour vivre ensemble (collectif), Le Cherche midi
- 2016 : Éloge de l'érection (collectif), Le Bord de l'eau
- 2016 : « La bonté radicale » (sur Fathi Triki), in Le Cahier des Rencontres philosophiques de Monaco no 2
- 2017 : Managers, dirigeants, libérez-vous ! Quand la transformation des dirigeants libère l'intelligence collective (entretien avec l'auteur), Vuibert[25]
- 2017 : Sur les chemins de l'harmonie. Sagesse éternelle et regards contemporains (collectif), Larousse
- 2018 : Génération Z. Des Z consommateurs aux Z collaborateurs (entretien avec l'auteur), Dunod
- 2018 : Préface du livre Éthique de la dignité. Révolution et vivre-ensemble de Fathi Triki, éd. Arabesques, Tunis
- 2018 : « Le "Deep Curse" et l'égosystème. Matériaux pour une théorie de la cybermodernité », in Mutations ou métamorphoses des subjectivités à l'ère du numérique (collectif), Cliniques méditerranéennes, no 98, Érès lire en ligne
- 2019 : Dandan Jiang (dir.), Jérôme Lèbre (dir.), Paolo Quintili (dir.) et Laura Paulizzi (coll.), Corps et décors : Avatars de la philosophie du corps entre Orient et Occident, Paris, Éditions L'Harmattan, coll. « Rationalismes », 2019, 290 p. (ISBN 978-2-343-16197-6, présentation en ligne)

### Podcast philosophique
- 2022-2025 : La Voie subtile (avec Hà Giang, philosophe vietnamienne).

### Jeux philosophiques et applications
- 2011 : Le Jeu du Phénix[26], tarot philosophique, Flammarion
- 2017 : Charmer le hasard (Charming Chance), rééd. du précédent, Matkaline
- 2017 : Deepro, test sur les valeurs humaines, application pour smartphone, Matkaline
- 2018 : Le Jeu du Phénix, tarot philosophique, application pour smartphone, Matkaline
- 2018 : Philohack, philosophie de poche, application pour smartphone, Matkaline

## Discographie
- 2010 : Slide (musique originale du spectacle de danse contemporaine éponyme de la chorégraphe Sandra Abouav, Compagnie METAtarses)
- 2012 : Hélices (musique originale du spectacle de danse contemporaine éponyme de la chorégraphe Sandra Abouav, Compagnie METAtarses)
- 2012 : No regret (chanson), paroles anglaises et interprétation de Pascal Toussaint[27]
- 2015 : Born As A Star (Сериал Рожденная Звездой), série télévisée russe de 12 épisodes
- 2016 : Médée (musique originale de la pièce de Heiner Müller, Médée-matériau, mise en scène par Rabiàa Tlili)
- 2016 : VIINCΞ, Ma Femme idéale, Recordless Company (single)
- 2017 : Art'n'Sex, Recordless Company (single)
- 2017 : Eternity (poème d'Arthur Rimbaud, traduit en anglais), Recordless Company (single)
- 2017 : VIINCΞ, Microliberté, Recordless Company (mini-album, 4 titres)
- 2017 : À Bouche Que Veux-Tu, Recordless Company (musique originale du spectacle de danse contemporaine éponyme de la chorégraphe Sandra Abouav, Compagnie METAtarses)
- 2017 : L'Amour simple (pour piano et violoncelle), Recordless Company (single)
- 2018 : Caïman (musique de V. Cespedes, paroles co-créées en vidéo live en 2016, chanson enregistrée par une partie de ses co-paroliers en 2017 et par Awa Timbo), Recordless Company (single)
- 2018 : VIINCΞ, Bouger Vers La Zik (rap pour les réfugiés), Recordless Company[28] (single)
- 2019 : En PLS à l'École, Recordless Company
- 2019 : Parachute, Recordless Company[29] (musique originale du spectacle de danse contemporaine éponyme de la chorégraphe Sandra Abouav, Compagnie METAtarses)
- 2019 : Red Cells (album, piano solo), Recordless Company
- 2021 : Solarpunk (album, 22 titres), Recordless Company
- 2022 : Rides (album, 17 titres), Recordless Company
- 2022 : Fuji Pencil Tip Sensual (album, 4 titres, 150 minutes), Recordless Company
- 2022 : Force et Amour (chanson), paroles avec Sandra Abouav et interprété par celle-ci, Recordless Company
- 2024 : La France Unit (chanson)[30], Recordless Company

## Filmographie

### Télévision
- 2003 : La Philosophie sur l'estrade, documentaire de Guillaume Allary, 52 min, France 5[31]
- 2008 : Mélange, émission « Philosophie » sur Arte, réal. : Philippe Truffault
- 2012 : Entretien avec Vincent Cespedes, invité de Laïcité critique, Centre d'action laïque
- 2013 : Paris mène la danse, documentaire de Valérie Lavalle, 52 min, France 3[32]
- 2017 : Entretien avec Vincent Cespedes. Respirer la modernité, par Jean Cornil, réal. : Quentin Van de Velde, coproduction CAL/CLAV[33]

### Internet
- 2019 : Entretien sur Thinkerview
- 2020 : « Philosophie et cybermodernité », EPSAA/Mairie de Paris, réal. Ars Longa[34]
- 2022 : « Le Monde est flou », ABC Talk TV[35]

### Cascadeur
- Le Pacte des loups de Christophe Gans[36] (Studio Canal, Davis Films, 2001), sous la direction de Philip Kwok

## Récompenses et distinctions
Vincent Cespedes figure, en 2008, parmi « la jeune garde » dans un classement effectué par Le Nouvel Observateur sur les « 50 stars de la pensée », parmi les neuf portraits d'« intellectuels du XXIe siècle » brossés par Le Journal du dimanche en 2009 ainsi que parmi les cinq « stars de la nouvelle garde » des « intellos people » retenus par L'Express en août 2018.